# Ebougsi
Ebougsi est un village de la région du Centre du Cameroun. Il est localisé dans l'arrondissement (commune) d'Okola. On y accède par la piste rurale qui lie Okola à Mva'a, Bissogo et à Tala.

## Population et société
En 1965, la population de Ebougsi était de 892 habitants. Ebougsi comptait 1 064 habitants lors du dernier recensement de 2005. La population est constituée pour l’essentiel du peuple Eton.